# NGC 3260
NGC 3260 ist eine elliptische Galaxie vom Hubble-Typ E im Sternbild Antlia am Südsternhimmel. Sie ist schätzungsweise 98 Millionen Lichtjahre von der Milchstraße entfernt, hat einen Durchmesser von etwa 35.000 Lj und ist Mitglied des Antlia-Galaxienhaufens welcher wiederum dem Hydra-Centaurus-Superhaufen angehört. Gemeinsam  mit NGC 3273 und IC 2584 die NGC 3273-Gruppe (LGG 200).
Im selben Himmelsareal befinden sich u. a. die Galaxien NGC 3257, NGC 3258, NGC 3267, NGC 3268.
Das Objekt wurde am 12. Mai 1834 von dem britischen Astronomen John Herschel entdeckt.